# Pedro Quartucci
Pedro Quartucci (Buenos Aires, 30 luglio 1905 – Buenos Aires, 20 aprile 1983) è stato un pugile e attore argentino.

## Palmarès

### Olimpiadi
- Bronzo a Parigi 1924 nei pesi piuma.

## Filmografia parziale
- Las luces de Buenos Aires, regia di Adelqui Migliar (1931)
- El Dancing, regia di Luis Moglia Barth (1933)
- El caballo del pueblo, regia di Manuel Romero (1935)
- Goal, regia di Luis Moglia Barth (1936)
- Palermo, regia di Arturo S. Mom (1937)
- Orquesta de señoritas, regia di Luis César Amadori (1941)
- Melodías de América, regia di Eduardo Morera (1942)
- La campana nueva, regia di Luis Moglia Barth (1950)
- El honorable inquilino, regia di Carlos Schlieper (1951)
- Convención de vagabundos, regia di Rubén W. Cavallotti (1965)